# Raphaël Guerreiro
Raphaël Adelino José Guerreiro ComM (eu[ɡɨʁɐjɾu] ; n. 22 decembrie 1993, Le Blanc-Mesnil, Île-de-France, Franța) este un fotbalist francez și portughez, care joacă pe post de fundaș la Bayern în Bundesliga. Pe plan internațional, are prezențe la națională pentru Portugalia U21⁠(d) și Portugalia.
Și-a început cariera la Caen, semnând în 2013 cu Lorient, unde și-a făcut debutul în Ligue 1. În iunie 2016, s-a alăturat lui Borussia Dortmund.
Născut în Franța, Guerreiro a reprezentat Portugalia la categoriile sub 21 și seniori, apărând pentru prima dată pentru acesta din urmă în 2014. A făcut parte din lotul lor la două Campionate Mondiale și două Campionate Europene, câștigând Euro 2016.

## Carieră

### Caen
Născut în Le Blanc-Mesnil, Seine-Saint-Denis, dintr-un tată portughez și o mamă franceză, Guerreiro a jucat fotbal de tineret pentru trei cluburi, terminându-și formația la Stade Malherbe Caen după ce a semnat în 2008, la vârsta de 14 ani  După ce a început ca senior cu echipa de rezervă, a debutat ca profesionist în sezonul 2012–13, apărând în toate meciurile și nereușind să înceapă o singură dată într-un eventual loc al patrulea în Ligue 2; a fost ales și în Echipa Anului.

### Lorient
Pe 27 iunie 2013, Guerreiro s-a mutat în Ligue 1 după ce a semnat un contract de patru ani cu FC Lorient. Prima sa apariție în competiție a avut loc pe 10 august, jucând toate cele 90 de minute într-o înfrângere cu 1-0 în deplasare împotriva lui Lille OSC.

### Borussia Dortmund
Pe 16 iunie 2016, Borussia Dortmund l-a semnat pe Guerreiro cu un contract de patru ani  pentru o sumă raportată de 12 milioane de euro (9,5 milioane de lire sterline). Sub ordinele lui Thomas Tuchel, a fost adus în primul rând pentru a evolua pe postul de mijlocaș.
Guerreiro a marcat primul său gol în Liga Campionilor pe 14 septembrie 2016, într-o victorie cu 6-0 în deplasare împotriva lui Legia Varșovia în faza grupelor. În ediția 2018-2019 a competiției, și tot în acea etapă, a reușit două duble în victoriile împotriva lui Atlético Madrid (4–0, acasă)  și AS Monaco FC (2–0).

## Carieră internațională

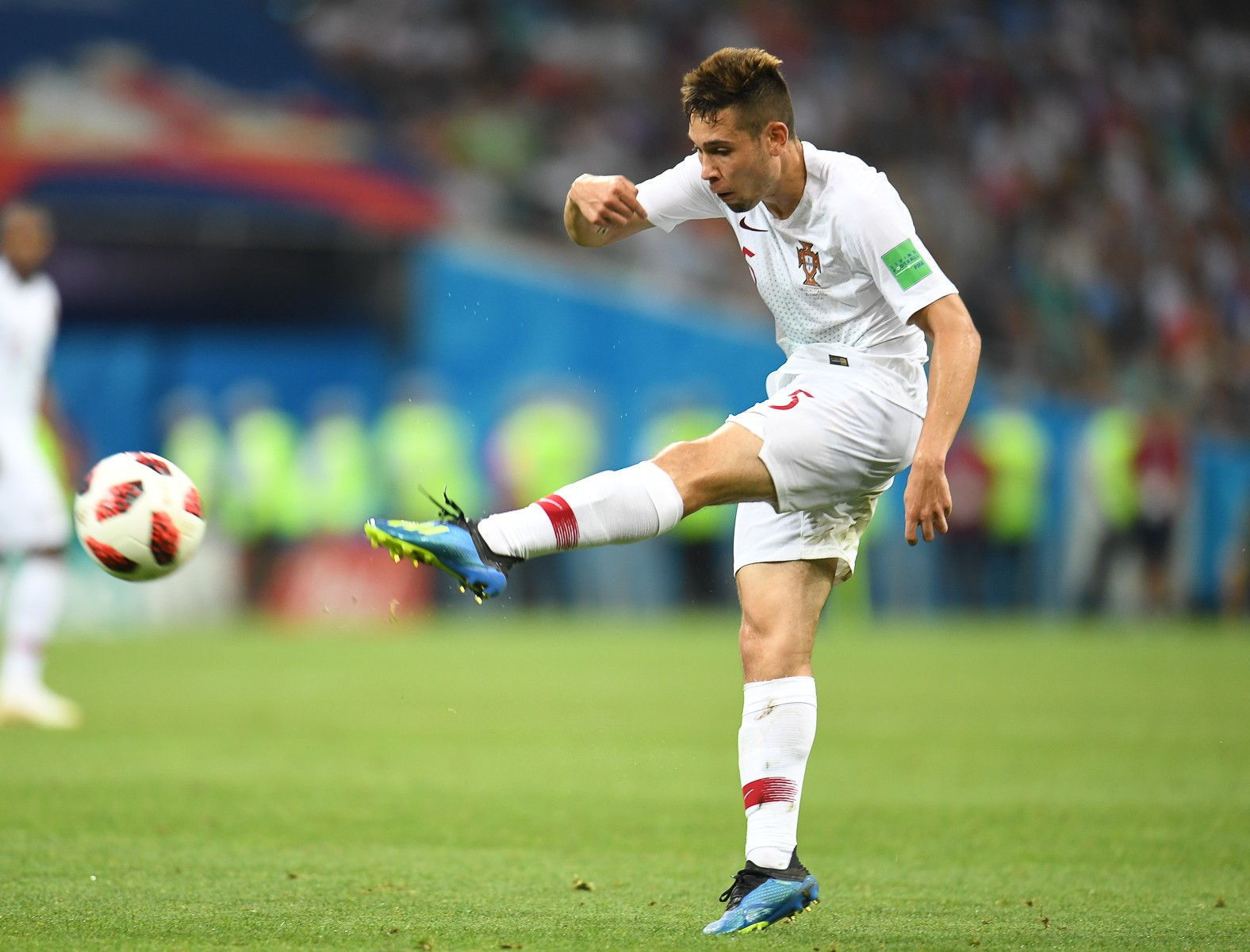
Guerreiro la Campionatul Mondial din 2018

Guerreiro a acceptat apelul de a reprezenta echipa sub 21 de ani a Portugaliei, după ce a fost depistat de echipa de antrenori ai lui Rui Jorge, debutând pe 21 martie 2013 într-o înfrângere cu 0-1 pe teren propriu împotriva Suediei. Pe 7 noiembrie 2014, deși nu vorbea cu greu limba  a fost convocat de Fernando Santos pentru a reprezenta naționala de seniori, pentru o calificare la UEFA Euro 2016 împotriva Armeniei și un amical cu Argentina. Și-a făcut debutul pe 14 noiembrie împotriva fostului adversar, jucând întreaga victorie cu 1-0 la Faro. Patru zile mai târziu, împotriva Argentinei, a marcat în ultimul minut singurul gol al meciului de pe Old Trafford.
Guerreiro a revenit la naționala sub 21 de ani pentru Campionatul European UEFA 2015 din Republica Cehă, ajutându-i să termine pe locul doi. A fost unul dintre cei cinci portughezi incluși în echipa turneului.
Guerreiro a fost selectat de echipa principală pentru campania UEFA Euro 2016, jucând toate cele 90 de minute în primul meci, un egal 1–1 cu Islanda la Saint-Étienne. Portugalia a câștigat competiția, învingând Franța cu 1–0 în finală în prelungiri; în urma performanțelor sale de-a lungul competiției, a fost nominalizat pentru Premiul Tânărului Jucător al Turneului, care a fost câștigat în cele din urmă coechipierului său Renato Sanches.
În ciuda unui sezon plin de accidentări, Guerreiro a fost ales pentru Cupa Mondială FIFA 2018. A început patru meciuri în Rusia, dar au fost eliminați în optimile de finală.
Guerreiro a făcut parte din lotul pentru UEFA Euro 2020. A deschis scorul în victoria cu 3–0 în fața Ungariei în primul meci din grupă, dar a marcat un autogol în următorul meci într-o înfrângere cu 4–2 în fața Germaniei.
În noiembrie 2022, Guerreiro a fost numit în lotul final al echipei pentru Campionatul Mondial de Fotbal 2022 din Qatar. Pe 6 decembrie, a marcat al patrulea gol al echipei sale într-o eventuală victorie cu 6-1 asupra Elveției pe stadionul Lusail, în optimile de finală 

## Viața personală
În 2014, Guerreiro a spus că a susținut SL Benfica, a visat să joace pentru Real Madrid și jucătorul său preferat era Cristiano Ronaldo. Antrenorul său de la naționala sub 21 de ani a Portugaliei, Rui Jorge, și-a amintit de el ca fiind un personaj foarte introvertit, în parte din cauza dificultăților sale de limbaj.
Guerreiro și familia lui obișnuiau să urmărească meciurile echipei naționale portugheze, dintre care Pauleta era un fotbalist pe care îl admira.

## Palmares
Borussia Dortmund
- DFB-Pokal : 2016–17, 2020–21 [31]
- DFL-Supercup : 2019 [32]

Portugalia
- Campionatul European de Fotbal: 2016 [20]
- Liga Națiunilor UEFA: 2018–19 [33]
- Locul trei la Cupa Confederațiilor FIFA: 2017 [34]

Individual
- Echipa turneului din Campionatul European sub 21 de ani UEFA: 2015 [17]
- Echipa turneului din Campionatul European UEFA : 2016 [35]
- Liga Campionilor UEFA Breakthrough XI: 2016 [36]